# Sunshine Coast Regional District
Der Sunshine Coast Regional District ist ein Bezirk in der kanadischen Provinz British Columbia. Der Bezirk grenzt nach Südwesten an die Strait of Georgia und ist 3.773,73 km² groß. In ihm leben 29.970 Einwohner (2016). Beim Zensus 2011 wurden für den Bezirk 28.619 Einwohner ermittelt. Er ist, nach Metro Vancouver und dem Capital Regional District, der am drittdichtesten bewohnte Bezirk der Provinz. Hauptort ist Sechelt.
Der Bezirk liegt überwiegend auf einer Halbinsel und ist nicht auf öffentlichen Straßen zu erreichen. Die Verkehrsanbindung zum Festland erfolgt hauptsächlich über die Fähranbindung mit BC Ferries vom Langdale Ferry Terminal.   

## Administrative Gliederung

### Städte und Gemeinden
| Ort     | Status                | Bevölkerung |
| Gibsons | Town                  | 4.605       |
| Sechelt | District municipality | 10.216      |

### Gemeindefreie Gebiete
- Sunshine Coast A
- Sunshine Coast B
- Sunshine Coast D
- Sunshine Coast E
- Sunshine Coast F